# Antonio Maria Vegliò
Antonio Maria Vegliò (Macerata Feltria, 3 de fevereiro de 1938) é um cardeal italiano, presidente emérito do Pontifício Conselho para a Pastoral dos Migrantes e Itinerantes no Vaticano. Foi núncio apostólico em vários países da África e também no Líbano.

## Biografia
Estudou no Pontifício Seminário Regional de Fano e no Liceu Mamiani de Pesaro, em 1957. Foi ordenado padre em 18 de março de 1962, na Catedral de Pesaro, por Luigi Carlo Borromeo, bispo de Pesaro, sendo incardinado na diocese de Pesaro e realizando seu serviço pastoral na paróquia de Santa Maria de Loreto, em Pesaro. Foi a Roma estudar filosofia, teologia e direito na Pontifícia Universidade Lateranense, como aluno do Pontifício Seminário Romano, onde obteve a licenciatura em filosofia e teologia e doutorado em direito canônico em junho de 1966. Posteriormente, de 1966 a 1968, estudou na Pontifícia Academia Eclesiástica (diplomacia).
Após entrar no Serviço Diplomático da Santa Sé, foi secretário na nunciatura no Peru de 1968 a 1971, secretário da nunciatura nas Filipinas de 1971 a fevereiro de 1975 e auditor na nunciatura no Senegal de 1975 até maio de 1980. Durante quatro anos, de 1980 até junho de 1984, trabalhou no Conselho para os Assuntos Públicos da Igreja. Depois, em 1984, foi nomeado conselheiro da nunciatura na Grã-Bretanha.
Foi nomeado pelo Papa João Paulo II como pró-núncio apostólico em Papua-Nova Guiné e Ilhas Salomão, em 27 de julho de 1985, sendo consagrado como arcebispo-titular de Eclano em 6 de outubro do mesmo ano, na Catedral de Pesaro, por Agostino Casaroli, Cardeal Secretário de Estado, assistido pelo cardeal Achille Silvestrini, prefeito da Congregação para as Igrejas Orientais, e por Gaetano Michetti, bispo de Pesaro. Em 21 de outubro de 1989, foi transferido para as nunciaturas de Cabo Verde, Guiné-Bissau e Senegal e delegacia apostólica na Mauritânia e, em 25 de novembro daquele ano, assumiu também a nunciatura do Mali. Em 2 de outubro de 1997, foi transferido para a nunciatura no Kuwait e Líbano e delegacia na Península Arábica, permanecendo no Kuwait e Arábia até 13 de dezembro de 1999 e no Líbano até 11 de abril de 2001, quando foi nomeado secretário da Congregação para as Igrejas Orientais.
Em 28 de fevereiro de 2009, o Papa Bento XVI o nomeou presidente do Pontifício Conselho para a Pastoral dos Migrantes e Itinerantes. Ele interveio várias vezes no debate público em apoio aos direitos dos migrantes, refugiados, imigrantes, pessoas deslocadas ou outras pessoas desfavorecidas devido ao seu status de mobilidade.
No dia 6 de janeiro de 2012 o Papa Bento XVI anunciou a sua criação como cardeal no Primeiro Consistório Ordinário Público de 2012, realizado em 18 de fevereiro, em que recebeu o barrete cardinalício e o título de cardeal-diácono de São Cesário em Palatio.
Terminou seu mandato na presidência do Pontifício Conselho para a Pastoral dos Migrantes e Itinerantes quando foi incorporado ao novo Dicastério para o Serviço do Desenvolvimento Humano Integral em 1 de janeiro de 2017. Em 3 de fevereiro de 2018, perdeu o direito de participar de um conclave, ao completar 80 anos.
Em 4 de março de 2022, durante Consistório para canonizações, realizou o optatio e passou para a ordem dos cardeais-presbíteros, mantendo sua diaconia pro hac vice.

## Conclaves
- Conclave de 2013 - participou da eleição de Jorge Mario Bergoglio como Papa Francisco.

## Ligações Externas
- «The Cardinals of the Holy Roman Church» (em inglês)
- «Catholic Hierarchy» (em inglês)
- «GCatholic» (em inglês)